# Estádio Ildo Meneghetti
Estádio dos Eucaliptos foi um estádio de futebol localizado na cidade brasileira de Porto Alegre, no Rio Grande do Sul. Foi construído pelo Sport Club Internacional, que foi seu proprietário até a venda, anunciada em 28 de agosto de 2010 pela diretoria do clube.
O estádio recebeu este nome devido aos eucaliptos que cercavam o estádio, trazidos de Viamão pelo ex-presidente do Internacional, Oscar Borba. As mudas foram coletadas na Chácara dos Eucaliptos, antigo campo do clube.

## Inauguração
A inauguração ocorreu em março de 1931, com um Grenal, vencido pelo Internacional por 3 a 0. A partir de 14 de fevereiro de 1944, o estádio recebeu o nome oficial de Ildo Meneghetti. O Eucaliptos tinha inicialmente capacidade para 10.000 lugares, com um pavilhão de madeira na Rua Silveiro e uma arquibancada de cimento no lado oposto. Para a Copa do Mundo de 1950, o pavilhão da Rua Silveiro também passa a ser de concreto, por conta da Confederação Brasileira de Desportos (CBD). Sua capacidade, então, passou para 30.000 pessoas. Foi demolido em fevereiro de 2012 para dar lugar a um grande empreendimento imobiliário.
| 15 de março de 1931 | Internacional | 3 – 0 | Grêmio | Eucaliptos, Porto Alegre |
| 16:30               | Javel ,       |       |        | Árbitro: Heitor Deste    |

- Internacional: Penha; Miro e Bisada; Ribeiro, Magno e Moreno; Nenê, Javel, Ross, Honorio e Ricardo.
- Grêmio: Lara; Sardinha I e Sardinha II; Dario, Luiz Carvalho e Russo; Domingos, Artigas, Foguinho, Coró e Nenê

## Sede da Copa do Mundo
O Estádio dos Eucaliptos foi palco para duas partidas da Copa do Mundo de 1950:
| 28 de junho de 1950 | Iugoslávia                                    | 4 – 1 | México        | Eucaliptos, Porto Alegre (RS) Público: 12.000 Árbitro: Reginald J. Leafe Auxiliares: Van der Meer e Gunner Dahlner |
|                     | Bobek 19' · Čajkovski 23' 52' · Tomašević 81' |       | Ortíz 89' (P) | |

| 2 de julho de 1950 | México      | 1 – 2 | Suíça                   | Eucaliptos, Porto Alegre (RS) Público: 3.600 Árbitro: Ivan Eklind Auxiliares: Gunner Dahlner e Sérgio Bustamonte |
|                    | Casarín 60' |       | Bader 11' · Antenen 44' | |

## Despedida
A última partida no Eucaliptos é disputada em março de 1969: o Inter ganha do time mais antigo do futebol brasileiro, o Rio Grande, por 4 a 1; o velho ídolo Tesourinha, aos quarenta e oito anos de idade, entra apenas no final da partida. Tesourinha jogou  alguns minutos e, após o término, arrancou a rede de uma das goleiras como recordação, ao som da "Valsa do Adeus".
| 26 de março de 1969 | Internacional                                | 4 – 1 | Rio Grande | Eucaliptos, Porto Alegre (RS) Árbitro: Verno Emilio Kersten |
|                     | Sérgio · Valdomiro · Gilson Porto · Marciano |       | Motine     |                                                             |

Em 1999, o então presidente do Internacional Paulo Rogério Amoretty, investiu aproximadamente R$ 800 mil na recuperação do estádio. E em dezembro de 1999, o Inter voltou a disputar uma partida nos Eucaliptos. Foi uma partida amistosa, novamente contra o Rio Grande, como havia acontecido na despedida do estádio em 1969. O placar do jogo foi 6 a 2 para o Internacional.
| 11 de dezembro de 1999 | Internacional                                         | 6 – 2 | Rio Grande | Eucaliptos, Porto Alegre (RS) Árbitro: Huberti Pinto |
|                        | Almir · Leandro Guerreiro · Lúcio Flávio · Dejair (C) |       | Leandro    |                                                      |

Em 2008 os Conselhos Consultivo e Deliberativos do Internacional aprovaram por unanimidade a autorização de venda do Estádio dos Eucaliptos, concretizada em agosto de 2010, por um valor não divulgado, mas acima dos R$ 20 milhões do lance mínimo. O dinheiro da venda será utilizado na readequação do Estádio Beira-Rio, uma das sedes da Copa de 2014.
O estádio dos Eucaliptos começou a ser demolido em 09/02/2012. Na região, foi construído um condomínio residencial com sete torres.

## Praça inaugurada
Praça Memorial Eucaliptos foi inaugurada no dia 22 de dezembro de 2015.